# Baška Voda
Baška Voda (tyska: Bast, italienska: Porto Bestonio eller Valle Breola) är en hamnstad vid den dalmatiska kusten i södra Kroatien med lite drygt 3 000 invånare. Den ligger i Split-Dalmatiens län, strax söder om Brela, 9 kilometer norr om Makarska. Staden är huvudort i en kommun med samma namn. Kommunen har 2 924 invånare (enligt folkräkningen år 2001), varav 95,5 procent är kroater. Staden har två kyrkor: en från 1750 och en från 1889. Baška Voda är en turistort på Makarskarivieran vid bergsmassivet Biokovos fot. Turism är en viktig näring.

## Baška Voda i fiktion
Baška Voda har använts som inspelningsplats för den prisbelönta TV-serien Game of Thrones. 